# 鰍形吻鱥
鰍形吻鱥（学名：[Rhinichthys cobitis] 错误：{{Lang}}：文本有斜体标记（帮助））為輻鰭魚綱鯉形目雅羅魚科的一個種，被IUCN列為易危保育類動物，分布於北美洲美國亞利桑那州、新墨西哥州吉拉河上游及聖貝多羅河、墨西哥索諾拉州淡水流域，本魚體細長且側扁，身體帶有深色斑塊，繁殖期的雄性魚鰭基部、身體和下頭有鮮豔的紅橙色斑紋、雌魚的鰭和下半身會變成黃色，體長可達6公分，壽命可達5年，棲息在岩石底質、水流快速的溪流，以水生昆蟲為食。